# 国鉄サハ75形電車
サハ75形は、かつて日本国有鉄道（国鉄）に在籍した旧形電車である。1953年（昭和28年）6月1日に実施された車両形式称号規程改正（改番）により、全く出自の異なる2種が存在する。
- 初代 - 1937年（昭和12年）、1938年（昭和13年）および1941年（昭和16年）に木造電車の鋼体化改造により製造された、車体長17m級3扉ロングシートの付随車。21両が製造され、1953年の改番では、サハ17形に改められた。詳細は国鉄50系電車#サハ75形を参照。
- 2代目 - 1965年（昭和40年）から1966年（昭和41年）にかけて、地方転出にともなう一等車の格下げ方針によりサロ75形13両を二等車（普通車）に格下げし改称したもの。詳細は1等車の格下げ改造を参照。